# ガルザ郡 (テキサス州)
ガルザ郡（ガルザぐん、英: Garza County）は、アメリカ合衆国テキサス州の北部に位置する郡である。2010年国勢調査での人口は6,461人であり、2000年の4,872人から32.6％増加した。郡庁所在地はポスト市（人口5,376人）であり、同郡で人口最大の町でもある。ガルザ郡は1876年に設立され、郡名は、当時はベア郡の初期開拓者ガルザ家にちなんで名付けられた。
ガルザ郡の指導的な市民として2011年に亡くなったジャイルズ・マクラリーがいた。牧場主、石油開発者、投資家、美術品収集家であり、そのOS牧場博物館は、郡庁所在地のポスト市で観光地になっている。ポスト市は観光業を育てるために広範な努力を行ってきた。

## 年譜

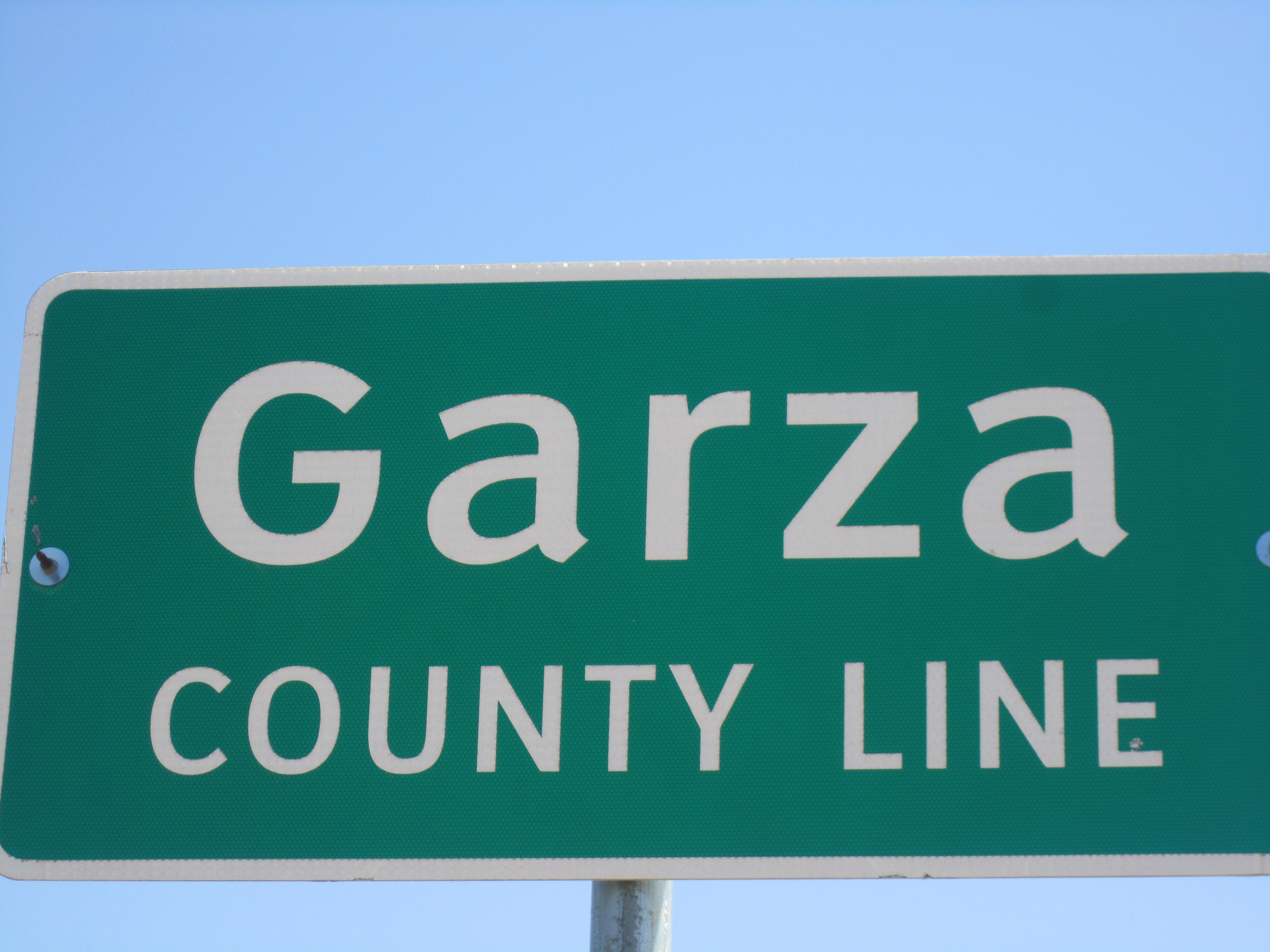
郡境の標識

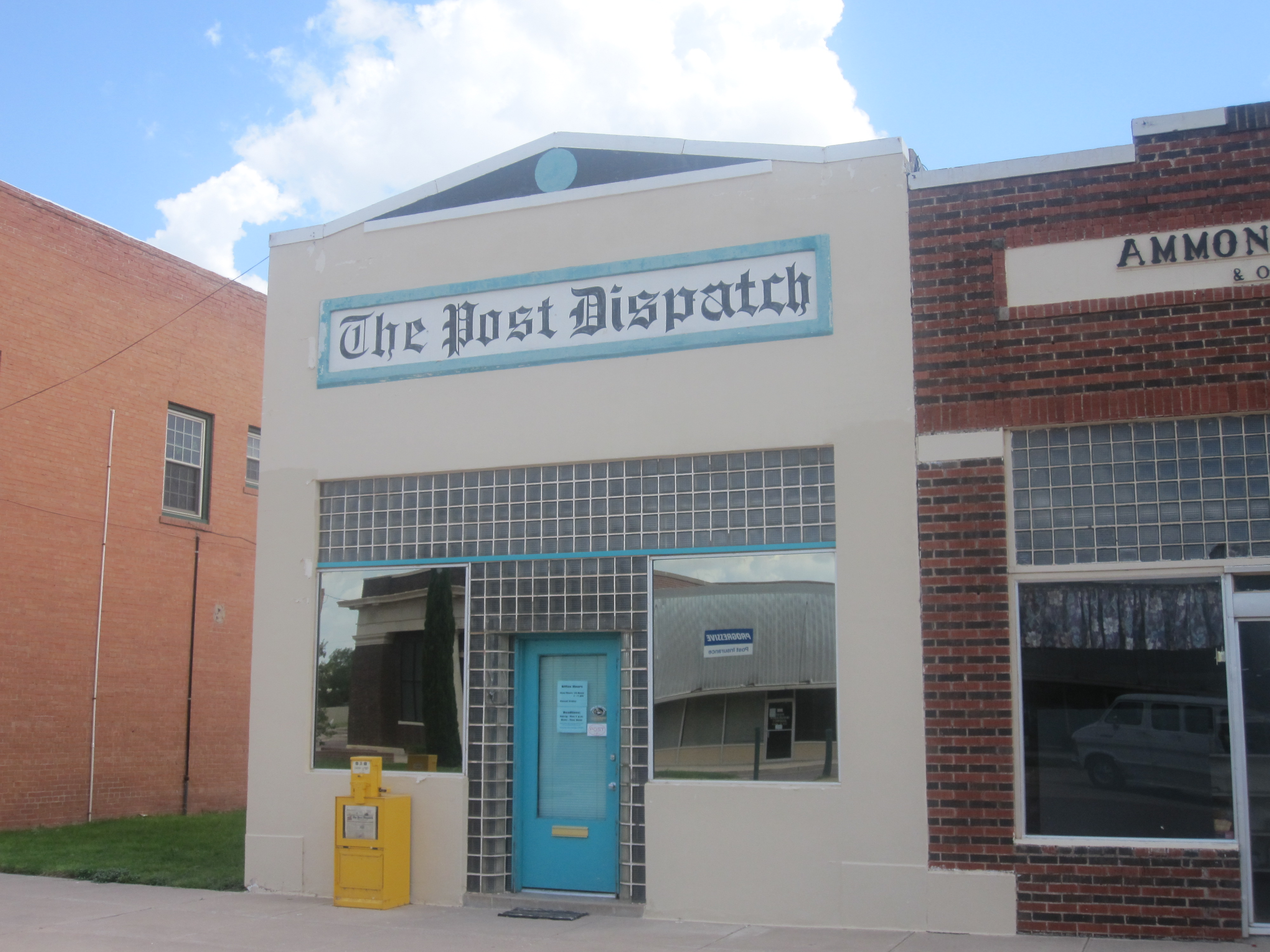
「ポスト・ディスパッチ」紙、郡内の出来事を報道している

- 紀元前2000年 – インディアンが最初の住人だった。後にカイオワ族やコマンチ族が住んだ[4]
- 1875年、フォートワースのW・C・ヤングとイリノイ州のアイルランド系アメリカ人ベン・ガルブレイスがガルザ郡北西部にカリーコム牧場を設立した[5]
- 1876年、ガルザ郡がベア郡から分かれて設立され、郡名はベア郡の著名一族だったホセ・アントリオ・デ・ラ・ガルザに因んで名付けられた[6]
- 1880年、国勢調査による人口は36人だった[4]
- 1882年、スクエア・アンド・コンパス牧場がネイブ・アンド・マコード牛会社により運営を始められた。2年後に初めて有刺鉄線の柵を設けた[7]
- 1884年、ケンタッキー州レキシントン出身のアンドリュー・J・ロングとフランク・M・ロング兄弟によってOS牧場が設立された[8]
- 1900年、郡の人口は185人だった[4]
- 1907年、シリアルの王様チャールズ・ウアィリアム・ポストによってユートピアの試みとしてポストの町が造られ、ポストの名前をつけた[4][9]
- 1909年-1913年、ポストがコットン・ジンとコットン・ミルを作り、 人工降雨で農業生産を改良しようとした。このときキャップロック断崖の縁にそって凧と塔から爆薬を大量に使うこともあった[4][10]
- 1926年、郡内で石油が発見された[4][11]
- 1934年、考古学者が前史時代のマンモスの牙、長さ16フィート (4.9 m) のものを発見した[4]
- 1957年、ポスト市のエメット・シェドによって、 カウヘッド・メサで前史時代のインディアンの遺跡が記録された[12]
- 1960年-1965年、サウスプレーンズ考古学協会がカウヘッド・メサを発掘し、紀元前2000年のものとされる人工物を見つけた[12]
- 1980年、郡内の重要な産業は、農業、石油とガスの掘削、および繊維工場だった[4]

## 地理
アメリカ合衆国国勢調査局に拠れば、郡域全面積は896平方マイル (2,320.6 km2)であり、このうち陸地895平方マイル (2,318.0 km2)、水域は1平方マイル (2.6 km2)で水域率は0.07％である。

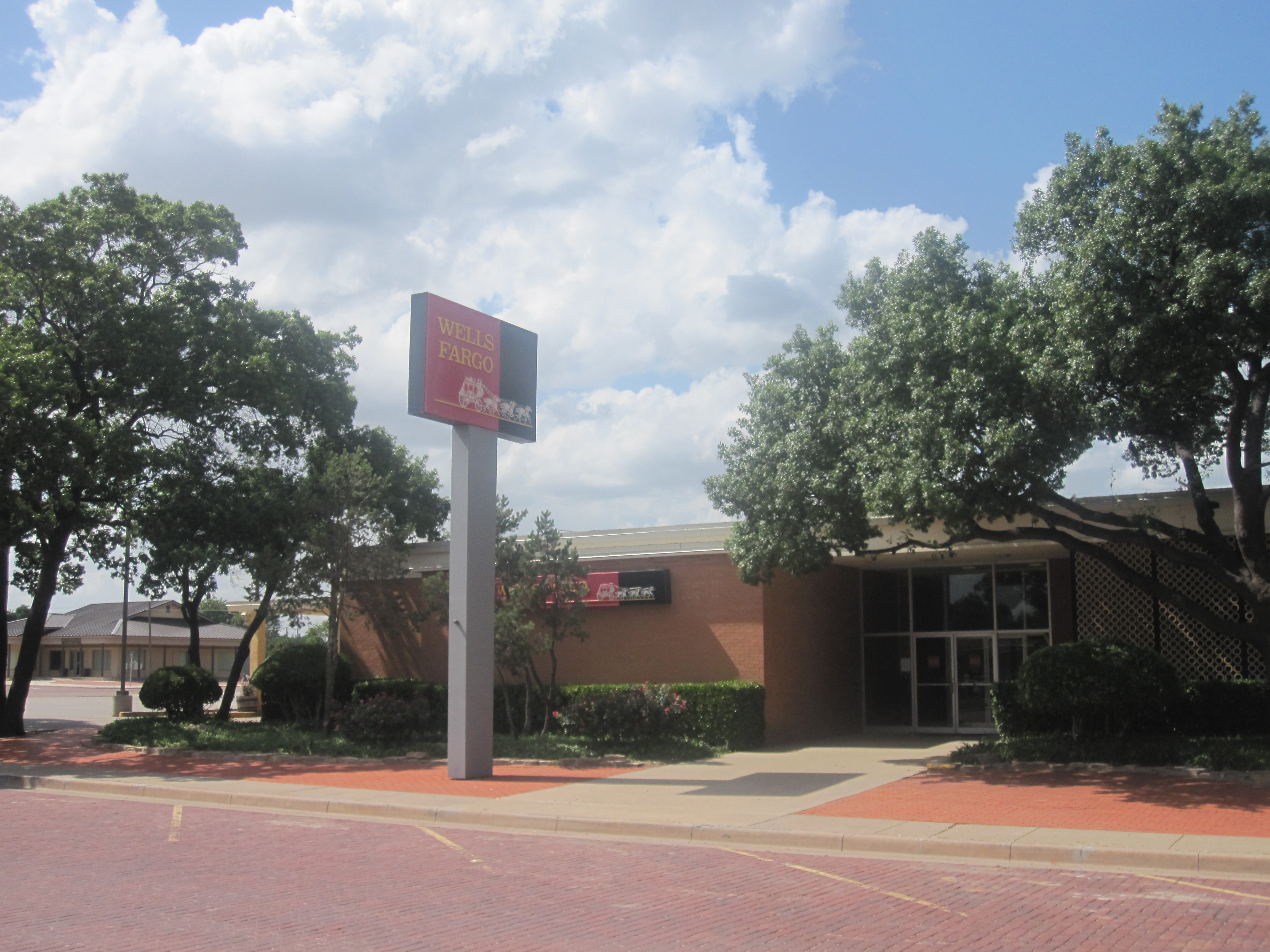
ウェルズ・ファーゴ銀行ポスト支店

### 主要高規格道路
- アメリカ国道84号線
- アメリカ国道380号線
- テキサス州道207号線
- 農場市場直結道路669号線

### 隣接する郡
- クロスビー郡 - 北
- ケント郡 - 東
- スカリー郡 - 南東
- ボーデン郡 - 南
- リン郡 - 西

## 人口動態
以下は2000年の国勢調査による人口統計データである。
| 基礎データ - 人口: 4,872人 - 世帯数: 1,663 世帯 - 家族数: 1,217 家族 - 人口密度: 2人/km2（5人/mi2） - 住居数: 1,928軒 - 住居密度: 1軒/km2（2軒/mi2） 人種別人口構成 - 白人: 56.7% - アフリカン・アメリカン: 4.8% - ネイティブ・アメリカン: 0.2% - アジア人: 0.1% - 太平洋諸島系: 0.0% - その他の人種: 17.1% - 混血: 3.0% - ヒスパニック・ラテン系: 37.2% 年齢別人口構成 - 18歳未満: 28.0% - 18-24歳: 7.9% - 25-44歳: 28.6% - 45-64歳: 21.3% - 65歳以上: 14.1% - 年齢の中央値: 345歳 - 性比（女性100人あたり男性の人口） - 総人口: 112.3 - 18歳以上: 111.3 | 世帯と家族（対世帯数） - 18歳未満の子供がいる: 36.0% - 結婚・同居している夫婦: 58.5% - 未婚・離婚・死別女性が世帯主: 11.2% - 非家族世帯: 26.8% - 単身世帯: 23.8% - 65歳以上の老人1人暮らし: 12.0% - 平均構成人数 - 世帯: 2.65人 - 家族: 3.15人 収入と家計 - 収入の中央値 - 世帯: 27,206米ドル - 家族: 31,173米ドル - 性別 - 男性: 26,604米ドル - 女性: 18,105米ドル - 人口1人あたり収入: 12,704米ドル - 貧困線以下 - 対人口: 22.3% - 対家族数: 17.5% - 18歳未満: 29.6% - 65歳以上: 18.6% |

## 都市と町
- クローズシティ
- ポスト - 郡庁所在地
- ジャスティスバーグ
- サウスランド